# Апсабаш
Апсаба́ш (тат. Апсабаш) — деревня в Высокогорском районе Республики Татарстан. Входит в состав Айбашского сельского поселения.

## География
Деревня расположена близ границы с Республикой Марий Эл, в 48 километрах к северо-западу от села Высокая Гора.

## История
В «Списке населенных мест по сведениям 1859 года», изданном в 1866 году, населённый пункт упомянут как казённая деревня Опсябаш (Опса) 3-го стана Казанского уезда Казанской губернии. Располагалась при безымянном ключе, на торговом Галицком тракте, в 35 верстах от уездного и губернского города Казани и в 28 верстах от становой квартиры в казённой деревне Верхние Верески. В деревне, в 25 дворах жили 229 человек (112 мужчин и 117 женщин), была мечеть.

## Население
| 1782 | 1859 | 1897 | 1908 | 1920 | 1926 | 1938 | 1949 | 1958 | 1970 | 1989 | 2000 | 2002 | 2010 | 2017 |
| ---- | ---- | ---- | ---- | ---- | ---- | ---- | ---- | ---- | ---- | ---- | ---- | ---- | ---- | ---- |
| 24   | 229  | 319  | 375  | 435  | 368  | 349  | 302  | 210  | 191  | 78   | 63   | 56   | 36   | 23   |

Национальный состав деревни — татары.